# Дист, Виллем ван
Виллем Херманс ван Дист (нидерл. Willem Hermansz van Diest; между 1590 и 1610, Гаага — между 1668 и 1688, там же) — голландский живописец-пейзажист, маринист Золотого века голландскoй живописи.

## Биография
О жизни Виллема ван Диста известно крайне мало. Он жил и работал в Гааге. В 1631 году получил статус горожанина города. В 1656 году был принят в члены Гильдии святого Луки. Возможно, он был учеником Яна Порселлиса. Его самая ранняя известная картина датируется 1629 годом. Ван Дист считается последователем других, более известных голландских живописцев-маринистов: Яна ван Гойена и Симона де Влигера. В 1656 году он стал одним из основателей «Братства живописцев» (Confrerie Pictura) в Гааге. Он был учителем своего сына, Иеронимуса ван Диста, и последний раз упоминается в 1663 году. Скончался в 1668 году или позже.
Известно не менее семидесяти восьми картин Виллема ван Диста. Помимо полихромных живописных картин художник создавал также работы в технике гризайль.
Произведения Виллема ван Диста хранятся в собраниях музеев Амстердама, Ахена, Балтимора, Булони, Гааги, Гёттингена, Женевы, Ливерпуля, Лондона, Мюнхена, Роттердама, Стокгольма, Вены, Винтертура, Вюрцбурга, Утрехта и других.

## Галерея

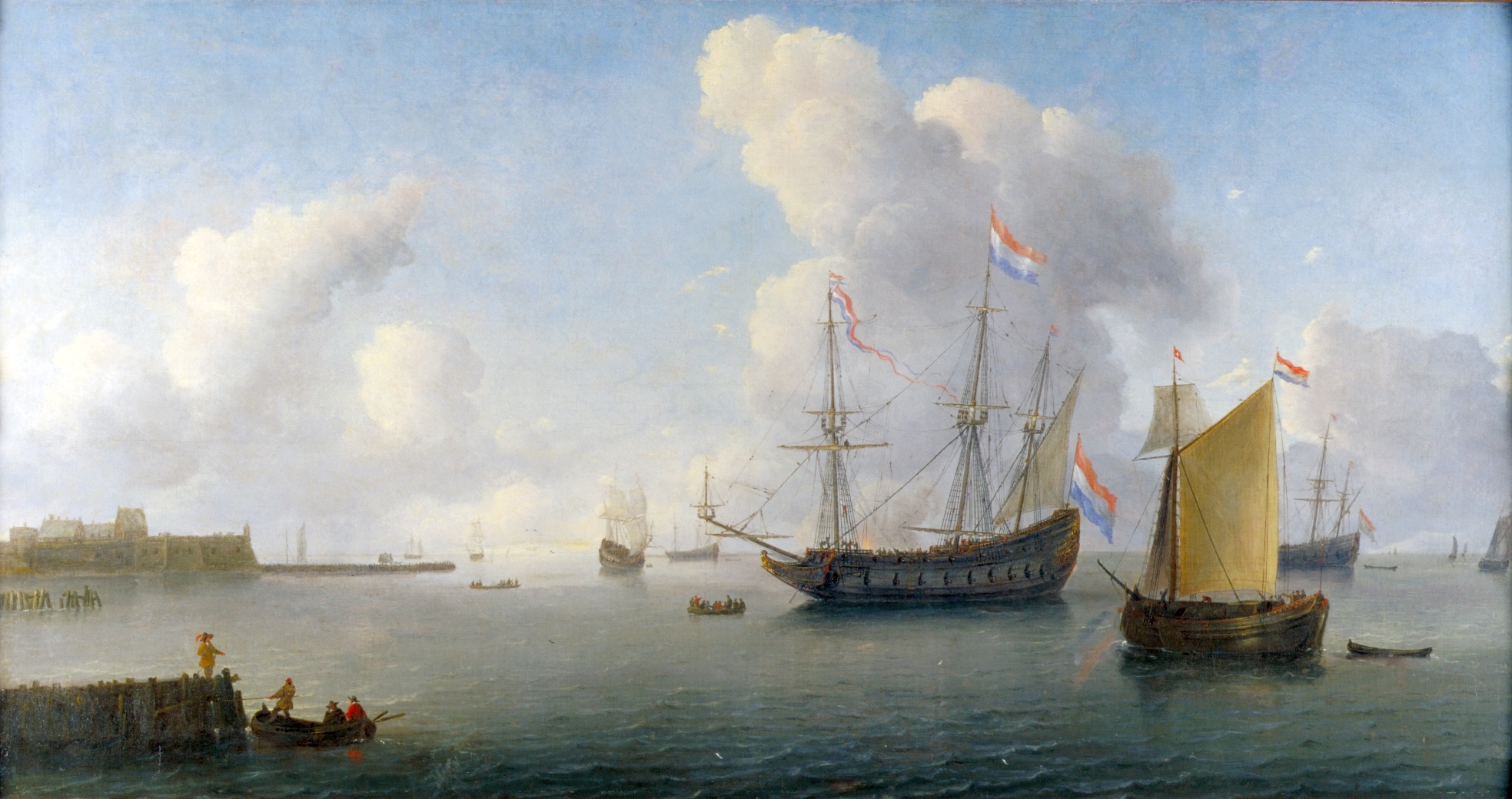
Вид на рейд форта Раммекенс близ Флиссингена. 1657. Музей судоходства, Амстердам
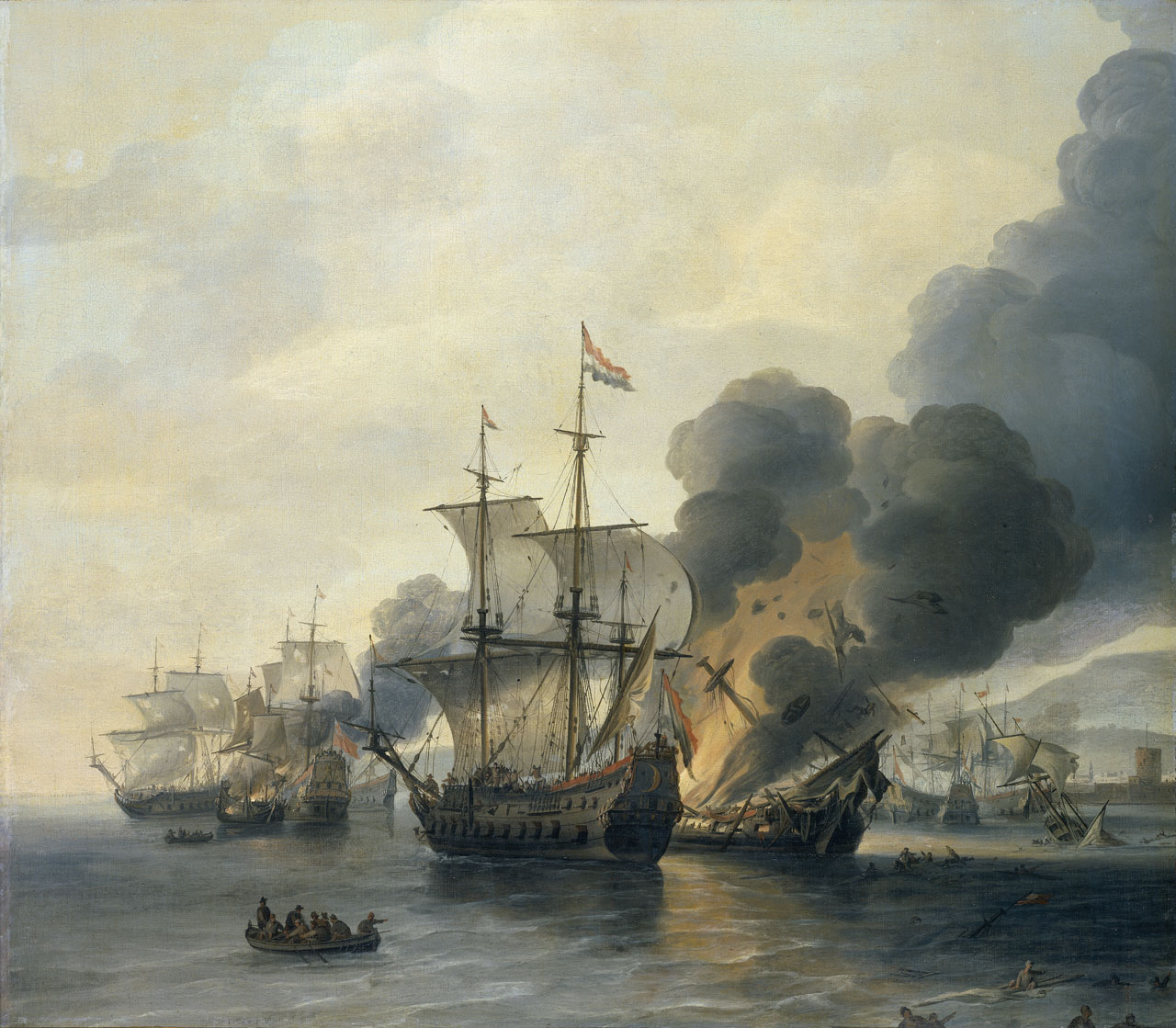
Битва при Ливорно. Холст, масло. Национальный морской музей, Гринвич, Лондон
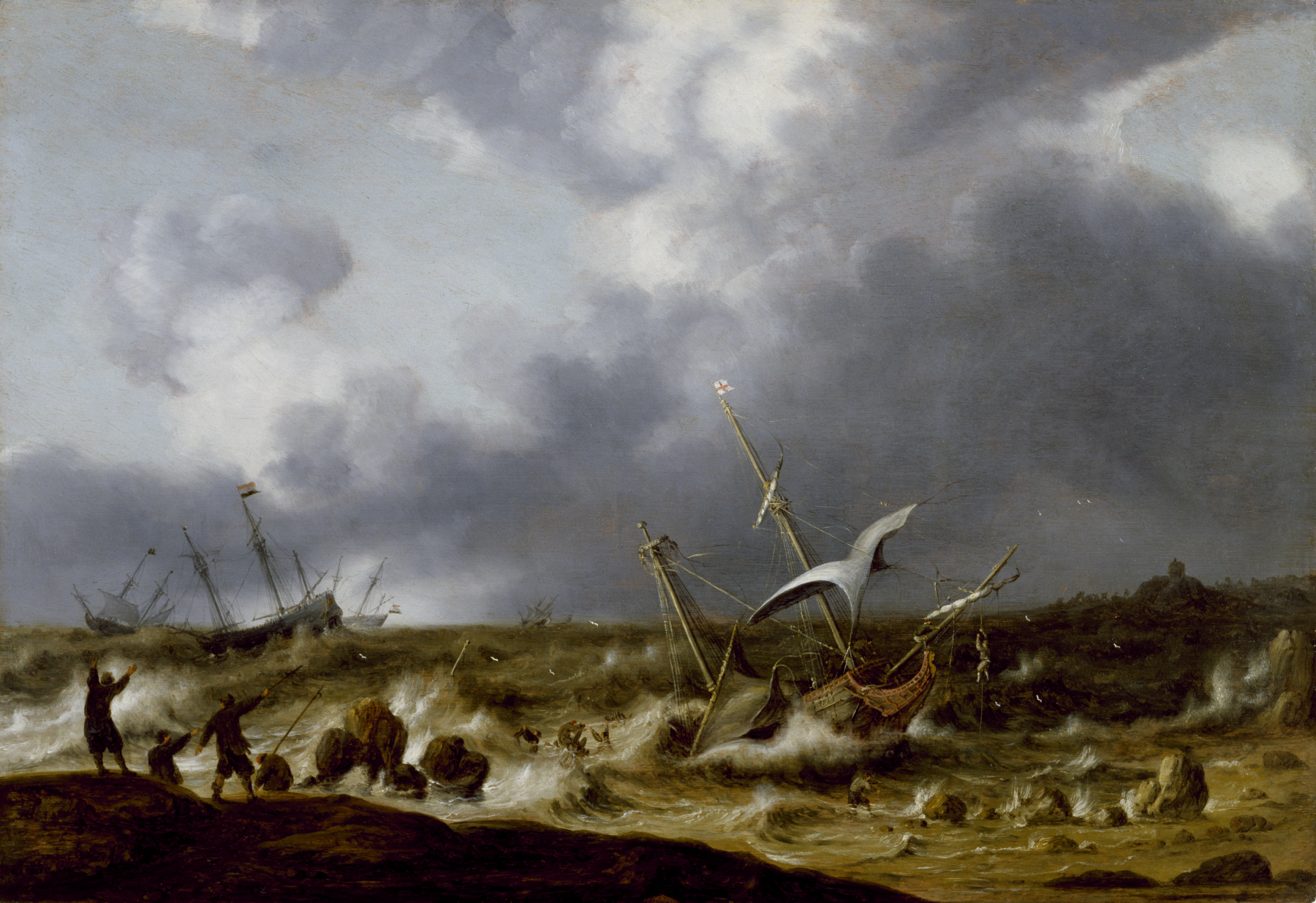
Кораблекрушение во время шторма. 1629. Дерево, масло. Художественный музей Уолтерса, Балтимор, США
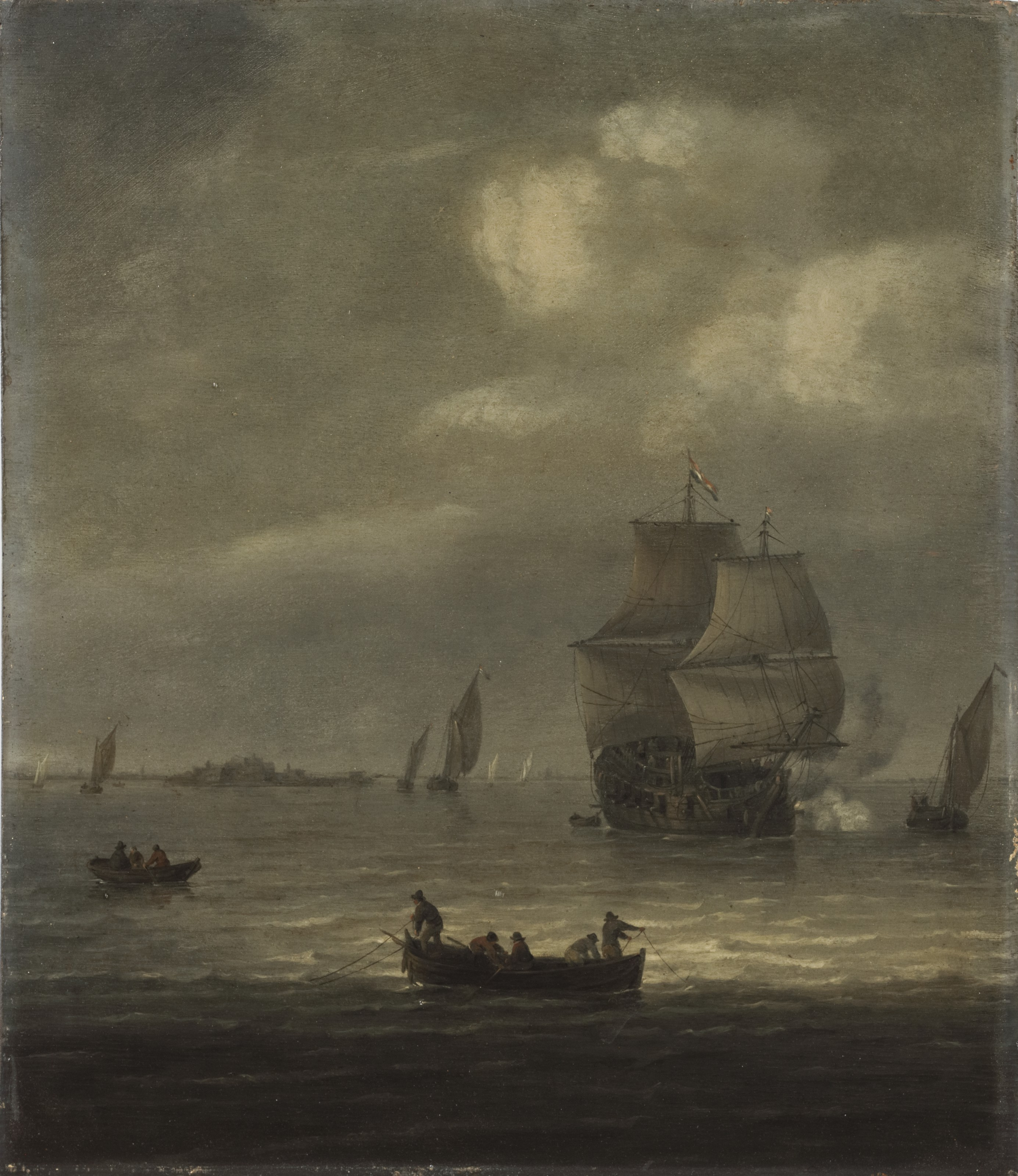
Военные и другие корабли у форта Раммекенс. Дерево, масло. Частное собрание
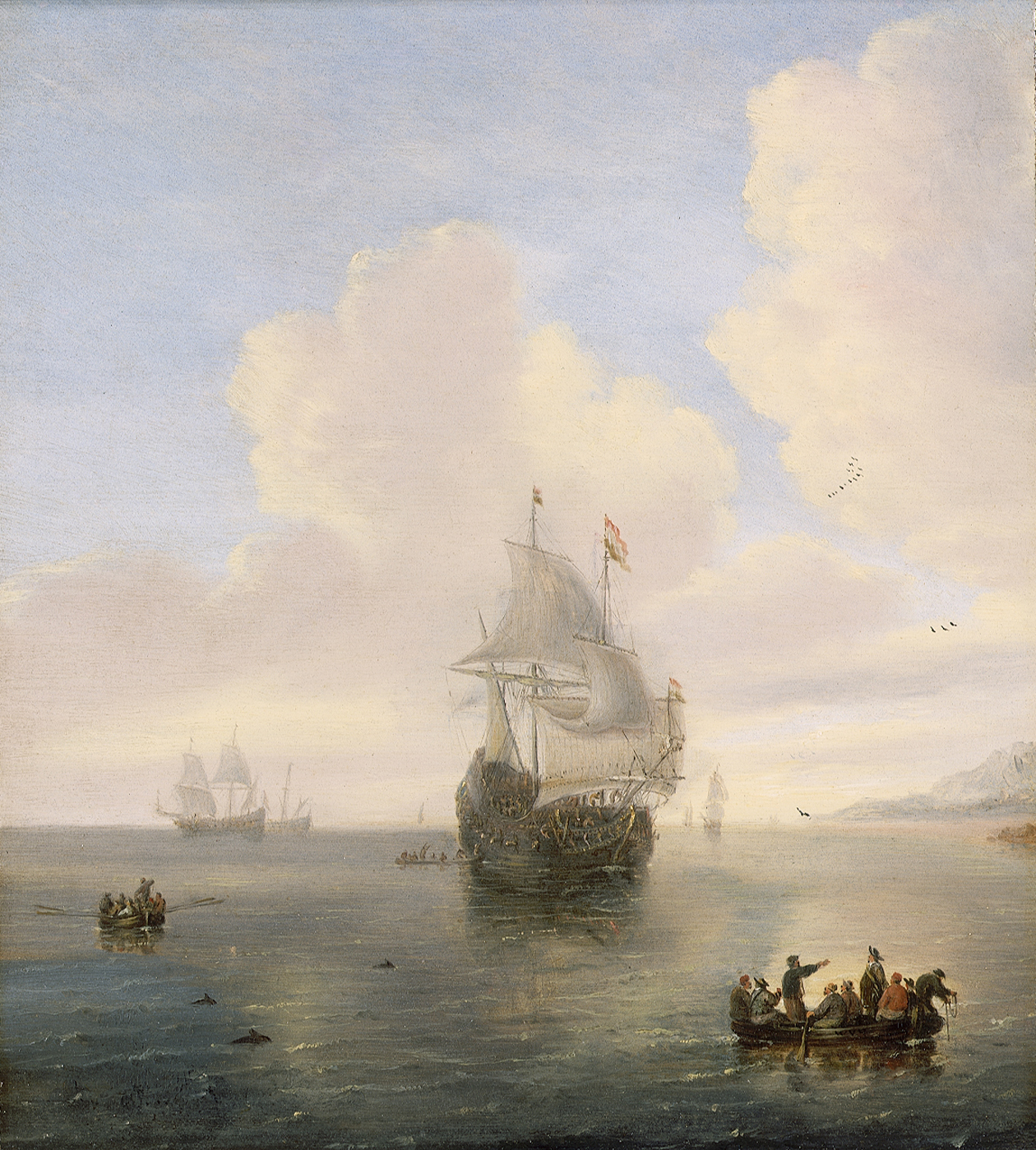
Шлюпки, спускаемые на берег с голландского торгового судна. Дерево, масло. Национальный морской музей, Гринвич
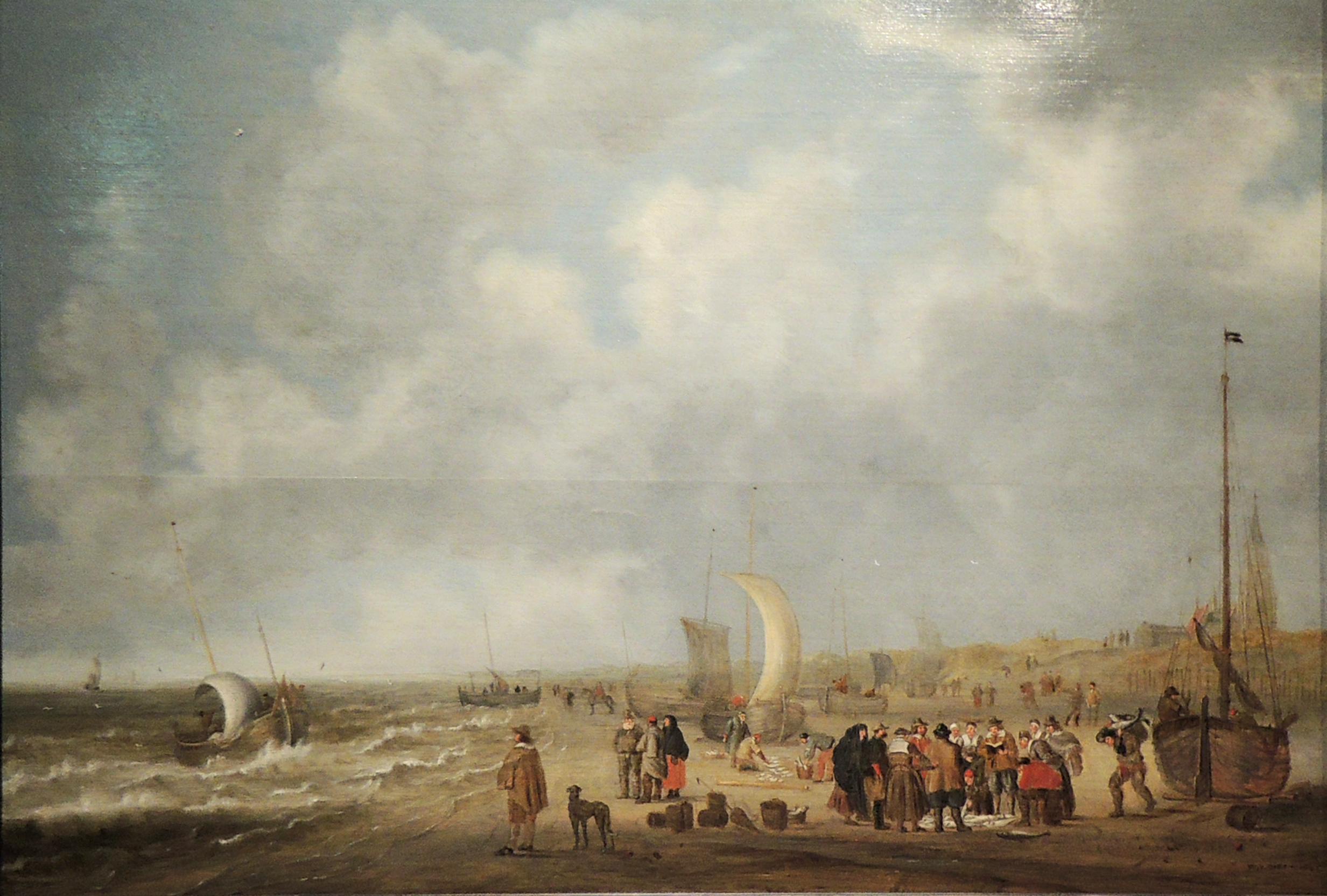
Побережье в Схевенингене. 1646. Холст, масло. Исторический музей, Гаага